# Mbankara Bangui
Mbankara Bangui (ou Bankara) est une localité du Cameroun située dans l'arrondissement de Gazawa, le département du Diamaré et la région de l’Extrême-Nord. Elle fait partie du canton de Gazawa rural.

## Population
Lors du recensement de 2005, on y a dénombré 319 personnes.